# Нови панк вал 78-80
Нови панк вал 78-80 је компилацијски албум панк рок и новоталасне музике из СФР Југославије. Обухвата период од 1978. до 1980. године. Издат је за ЗКП РТЉ 1981. године, а саставио га је словеначки рок критичар Игор Видмар. Садржи песме угледних словеначких и хрватских извођача са панк рок и новоталасне сцене некадашње Југославије, међу којима су и бендови: Панкрти, Параф, Прљаво казалиште, Термити и други. Уз компилације Пакет аранжман и Артистичка радна акција, у којима су представљени уметници из Београда, албум се сматра једним од симбола панка и ере новог таласа у СФРЈ.

## Листа песама
1. Анархист — Панкрти
2. Товар'ши, јест вам не верјамем — Панкрти
3. Лублана је булана — Панкрти
4. Мој отац је био у рату - Прљаво казалиште
5. Народна пјесма — Параф
6. Срање — Проблеми
7. Град изобиља — Проблеми
8. Можгани на асфалту — Берлински зид
9. По цестах места — Берлински зид
10. Видети јих — 92
11. Контролирам мисли — 92
12. То ни балет — Булдоги
13. Вјеран пас — Термити
14. Мама, с разлогом се бринеш — Термити
15. Временска прогноза — Термити